# Gouvernement du Luxembourg
Le Luxembourg est une monarchie constitutionnelle et une démocratie parlementaire, sous la forme d’un grand-duché, où le Grand-Duc, en mai 2025, le Grand-Duc Henri, assure le rôle de chef de l’État.
Le 24 décembre 2024, le Grand-Duc Henri a fait savoir que son fils, le Prince héritier Guillaume, deviendrait son successeur à compter du 3 octobre 2025.
Le gouvernement du Grand-Duché de Luxembourg (en luxembourgeois : Lëtzebuerger Regierung) détermine et conduit la politique du Luxembourg. Il dispose d'un pouvoir de gestion générale des affaires publiques. L'administration du patrimoine de l'État et de la gestion du budget sont également du ressort du pouvoir exécutif.
Les membres du Gouvernement sont nommés formellement par le grand-duc, compte tenu des équilibres issus des urnes, et sont placés sous la conduite politique du Premier ministre qui traite les fonctions et les attributions constitutionnelles du gouvernement. Ils se trouvent à la tête d'un ou de plusieurs départements ministériels et exercent dans leurs départements respectifs les attributions qui leur sont conférées par la Constitution, les lois et les règlements.
Le Luxembourg dispose d’un Parlement monocaméral composé de 60 membres, élus au suffrage universel direct selon un mode de scrutin proportionnel. À l’issue des dernières élections législatives du 8 octobre 2023, la Chambre des députés a été entièrement renouvelée. Elle est désormais dirigée par Claude Wiseler, membre du Parti chrétien-social (CSV), formation arrivée en tête lors du scrutin, devant le Parti démocratique (DP) de l’ancien Premier ministre Xavier Bettel, et le Parti ouvrier socialiste luxembourgeois (LSAP). Le gouvernement a prêté serment le 17 novembre 2023 et se compose d’un Premier ministre, d’un Vice-Premier ministre et de treize ministres.
Les prochaines élections législatives auront lieu en 2028.

## Rôle

### Préparation des lois
Les lois sont proposées, discutées, modifiées et votées par les députés (Chambre des députés). Toutefois, c'est surtout le Gouvernement qui propose des textes (qui sont alors des « projets de lois »).
Une fois élaboré, un avant-projet de loi doit être approuvé par le Conseil de gouvernement et soumis sous forme de projet de loi, à l'avis du Conseil d'État. Cet avis est transmis au gouvernement sous la forme d'un rapport, contenant des conclusions. Le gouvernement soumet le projet définitif au grand-duc en lui demandant l'autorisation de le présenter en son nom à la Chambre des députés.
De manière générale, le gouvernement procède au dépôt d'un projet de loi à la Chambre des députés au même moment que la saisine du Conseil d'État ou du moins à un moment où l'avis du Conseil d'État n'a pas encore été reçu. Lorsque le grand-duc accorde au gouvernement l'autorisation demandée, le dépôt du projet a lieu en séance publique par le ministre compétent. Le texte du projet et de ses annexes est distribué aux députés et le président de la Chambre ordonne le renvoi du projet à une ou plusieurs commissions. Les dernières étapes sont le vote de la loi au sein de la Chambre des députés et, finalement, la promulgation grand-ducale. La loi entre en vigueur après sa publication au Mémorial.

### Exécution des lois
L'article 36 de la Constitution dispose de manière générale que « le Grand-Duc prend les règlements et arrêtés nécessaires pour l'exécution des lois ». Les règlements et arrêtés pris par le grand-duc ne peuvent dont être que des mesures d'exécution d'une loi et ne peuvent pas être contraires à la loi.
L'article 76 de la Constitution dispose en outre que : « […] le Grand-Duc peut, dans le cas qu'il détermine, charger les membres de son gouvernement de prendre des mesures d'exécution ».

### Relations avec le Parlement
Le Gouvernement est responsable devant le Parlement. En particulier, le Gouvernement peut engager sa responsabilité devant la Chambre des députés, et la Chambre des députés peut révoquer le Gouvernement avec une « motion de censure ».
La politique gouvernementale s'articule autour d'un programme approuvé par la Chambre des députés.

## Nomination et démission du Gouvernement
Le grand-duc nomme le Premier ministre. Sur la proposition du Premier ministre, il nomme les autres membres du Gouvernement et met fin à leurs fonctions. Les ministres sont désignés en fonction des administrations qu'ils sont amenés à diriger, les ministères, leur regroupement et leur nom pouvant varier d'un gouvernement à un autre. Leur nombre est variable en fonction des gouvernements et des besoins et des ministères créés.
Habituellement, le Gouvernement démissionne après les élections législatives. Dans l'intervalle, les membres du gouvernement sortant assure la gestion des affaires courantes.

## Membres du Gouvernement

### Composition
(janvier 2024).
Ses membres sont nommés par le grand-duc sur proposition du Premier ministre dans un ordre protocolaire précisé par l'arrêté grand-ducal portant attribution des compétences ministérielles aux membres du Gouvernement :
- le Premier ministre : il est chef du Gouvernement, nommé par le grand-duc ; lorsque le grand-duc nomme le Premier ministre, ce dernier lui propose une liste de ministres que le grand-duc peut accepter ou refuser, et sont ainsi nommés aux fonctions ministérielles ;
- les ministres : ils dirigent et organisent les départements ministériels et signent des circulaires et arrêtés grand-ducaux et sont membres de droit du Conseil de gouvernement ;
- les ministres délégués : rattachés à un ministre ou, plus rarement, au Premier ministre, ils reçoivent délégation de certaines compétences ;
- les secrétaires d'État : au dernier échelon de la hiérarchie ministérielle, ils sont rattachés à un ministre ou au Premier ministre.

Dans la pratique, le grand-duc est toutefois limité dans son choix par le principe démocratique qui exige que les ministres aient non seulement sa confiance, mais aussi celle de la majorité parlementaire. En effet, il choisit un formateur qui, au vu du résultat des élections législatives, est en mesure de composer un gouvernement rencontrera l'adhésion de la majorité parlementaire. En règle générale, il choisit des personnalités éminentes faisant partie des groupes politiques représentés à la Chambre.
| Portrait | Portefeuille | Titulaire | Titulaire         | Parti |
| -------- | --- | --------- | ----------------- | ----- |
|          | Premier ministre Ministre d'État |           | Luc Frieden       | CSV   |
|          | Vice-Premier ministre Ministre des Affaires étrangères et européennes, de la Coopération, du Commerce extérieur et à la Grande Région                                                               |           | Xavier Bettel     | DP    |
|          | Ministre de l'Agriculture, de l'Alimentation et de la Viticulture |           | Martine Hansen    | CSV   |
|          | Ministre de l'Éducation nationale, de l'Enfance et de la Jeunesse Ministre du Logement et de l'Aménagement du territoire                                                                            |           | Claude Meisch     | DP    |
|          | Ministre de l'Économie, des PME, de l'Énergie et du Tourisme |           | Lex Delles        | DP    |
|          | Ministre de la Défense Ministre de l'Égalité des genres et de la Diversité Ministre de la Mobilité et des Travaux publics                                                                           |           | Yuriko Backes     | DP    |
|          | Ministre de la Famille, des Solidarités, du Vivre ensemble et de l'Accueil |           | Max Hahn          | DP    |
|          | Ministre des Finances |           | Gilles Roth       | CSV   |
|          | Ministre de la Santé et de la Sécurité sociale |           | Martine Deprez    | CSV   |
|          | Ministre de l'Intérieur et de la Police |           | Léon Gloden       | CSV   |
|          | Ministre de la Digitalisation Ministre de la Recherche et de l'Enseignement supérieur |           | Stéphanie Obertin | DP    |
|          | Ministre des Sports Ministre du Travail |           | Georges Mischo    | CSV   |
|          | Ministre de l'Environnement, du Climat et de la Biodiversité Ministre de la Fonction publique |           | Serge Wilmes      | CSV   |
|          | Ministre de la Justice Ministre déléguée auprès du Premier ministre, chargée des Médias et des Communications Ministre déléguée auprès du Premier ministre, chargée des Relations avec le Parlement |           | Elisabeth Margue  | CSV   |
|          | Ministre de la Culture Ministre délégué au Tourisme |           | Eric Thill        | DP    |

### Ministères
Les ministères portent la dénomination suivante :
- Ministère d'État ;
- Ministère des Affaires étrangères et européennes ;
- Ministère de l'Agriculture, de la Viticulture et du Développement rural ;
- Ministère de la Culture ;
- Ministère de la Digitalisation ;
- Ministère de l'Économie ;
- Ministère de l'Éducation nationale, de l'Enfance et de la Jeunesse ;
- Ministère de l'Égalité entre les femmes et les hommes ;
- Ministère de l'Énergie et de l'Aménagement du territoire ;
- Ministère de l'Enseignement supérieur et de la Recherche ;
- Ministère de l'Environnement, du Climat et du Développement durable ;
- Ministère de la Famille, de l'Intégration et à la Grande Région ;
- Ministère des Finances ;
- Ministère de la Fonction publique ;
- Ministère de l'Intérieur ;
- Ministère de la Justice ;
- Ministère du Logement ;
- Ministère de la Mobilité et des Travaux publics ;
- Ministère de la Protection des consommateurs ;
- Ministère de la Santé ;
- Ministère de la Sécurité intérieure ;
- Ministère de la Sécurité sociale ;
- Ministère des Sports ;
- Ministère du Travail, de l'Emploi et de l'Économie sociale et solidaire.

### Incompatibilité avec d'autres fonctions
Leurs fonctions sont incompatibles avec celles de magistrat, de membre de la Cour des comptes, de conseiller d'État, de député et de conseiller communal.